# Mortimer Adler
Mortimer Jerome Adler (Nova Iorque, 28 de dezembro de 1902 — Palo Alto, 28 de junho de 2001) foi um filósofo americano, educador e autor popular. Como filósofo, ele trabalhou dentro das tradições aristotélica e tomista. Ele viveu por longos períodos na cidade de Nova York, Chicago, São Francisco e San Mateo, Califórnia. Trabalhou na Universidade de Columbia, na Universidade de Chicago, na Encyclopædia Britannica e no Instituto de Pesquisa Filosófica de Adler.

## Biografia
Nasceu em Nova Iorque, em uma família judia. Seu pai era vendedor de jóias. Abandonou a escola aos 14 anos e foi trabalhar como secretário e contínuo no jornal The New York Sun, almejando tornar-se jornalista. Um ano depois, frequentou aulas noturnas na Columbia University para melhorar sua escrita. Foi lá que ele tomou contato e começou a se interessar, depois de ler a autobiografia do filósofo inglês John Stuart Mill, e os grandes filósofos e pensadores da civilização ocidental. Adler direcionou sua leitura depois de aprender que Mill tinha lido Platão com apenas cinco anos de idade, enquanto ele mesmo não tinha lido nada sobre o filósofo grego até então. Um vizinho emprestou-lhe um livro de Platão e Adler foi seduzido pela filosofia definitivamente. Decidiu então estudar filosofia em Columbia, onde recebeu uma bolsa de estudos. Por não ter aprendido a nadar e não ter disposição para participar de outras atividades atléticas, Adler não cumpriu os requisitos mínimos para completar a graduação. Isso não impediu que ele terminasse as disciplinas necessárias do curso, e Columbia concedeu o B.A. (Bachelor in Arts, Bacharel em Artes) a Adler em 1984 em reconhecimento do trabalho.
A teoria pedagógica de Mortimer Adler baseia-se, essencialmente, em três livros publicados na década de 80: The Paideia Proposal: An Educational Manifesto; Paideia Problems and Possibilities; The Paideia Program.
Mortimer Adler afirma-se profundamente influenciado pelo pensamento educacional de Horace Mann, John Dewey e Robert Hutchins e uma leitura cuidada dos seus livros leva-nos a considerar as propostas de Adler como uma verdadeira síntese aplicável à realidade atual.
Adler parte do pressuposto que as semelhanças básicas entre os indivíduos são mais importantes que as suas diferenças, uma ideia que suporta a defesa de um currículo igual para todos em detrimento de um currículo diferenciado. Acredita firmemente que todas as diferenças individuais que possa haver entre os alunos podem ser abordadas num contexto de igualdade. É importante perceber que, segundo Adler, todas as crianças têm as mesmas tendências inerentes, os mesmos poderes inerentes, as mesmas capacidades inerentes. Como a igualdade social implica a mesma qualidade de vida para todos, então deveria haver o mesmo tipo de escola para todos.
Adler fala dos propósitos da escolaridade como um processo de auto governo para a cidadania, ganhar a vida e gozar as coisas do espírito e da mente. A mente pode ser aperfeiçoada de três maneiras: através da aquisição de conhecimento organizado nas áreas fundamentais do estudo humano, por exemplo, na língua, literatura, belas artes, matemática, ciências da natureza, história, geografia, e ciências sociais; através do desenvolvimento de competências intelectuais, por exemplo, competências de leitura, escrita, oralidade, escuta, observar, medir, estimar e calcular; e através do aumento do entendimento e apreciação estética. O ênfase ao longo deste currículo deve ser no estudo individual, na construção de um vocabulário comum de ideias, e a passagem de uma aprendizagem simples para uma mais complexa.
Adler desenvolve ainda outros modos de ensino: o modo didáctico, que consiste em transmitir os conhecimentos através de estórias; o modo orientado, que envolve o ensino de como adquirir as habilidades básicas que implica o exercício e a prática; e o modo Socrático, que essencialmente é o diálogo que ajuda o nascimento de novas ideias. Estes três métodos – didáctico, orientado, e socrático – devem ser usados em todos os estágios de desenvolvimento moral, intelectual, e estético na tentativa de elevar a mente a altos níveis de entendimento e apreciação. Falta saber se realmente a arte pode ser utilizada para atingir o objetivo de aumentar a imaginação e o entendimento. Basicamente Adler pensa que o tônus deve ser colocado em obras de excelente qualidade seja ela literária, musical ou visual, que são para ser apreciadas esteticamente e aproveitadas e contempladas pela sua excelência. Adler faz um apelo aos educadores artísticos dizendo que esta apreciação deve ser alargada através de atividades performativas e criativas: os alunos devem pintar imagens, compor poesia, atuar em peças, e dançar.
Tudo se reúne no manifesto em três colunas onde figura três modos de aprendizagem (aquisição organizada de conhecimento, desenvolvimento de competências intelectuais, e o alargamento do entendimento e da apreciação) e três modos de ensino (didáctico, orientado, e socrático).
De todas as orientações de Adler interessa denotar que as suas recomendações tinham o especial compromisso na excelência na Educação Artística. A escrita filosófica renovada em nome dos estudantes e dos educadores dizem que as artes têm a capacidade de expandir a experiência humana e contribuir para uma boa vida e por essa razão deveria ser uma disciplina básica num qualquer currículo central.
Algumas publicações subsequentes do grupo Paidéia explicam os problemas e as possibilidades de estabelecer um programa paidéia e continham discussões sobre três tipos de ensino e aprendizagem (seminários, orientação, e instrução didática), a descrição das disciplinas que os jovens deveriam aprender (Língua materna e literatura, matemática, ciência, história, estudos sociais, línguas estrangeiras, belas artes, artes manuais, trabalho, e educação física), reflexões sobre o desenho e reconhecimento do programa paidéia, e os graus dos estudantes. É de realçar o facto da disciplina de belas artes estar separada da disciplina de língua materna e literatura.
Na medida em que o programa Paidéia é baseado numa educação generalista não especializada, que preconiza o ensino e a aprendizagem de uma série de artes liberais, onde se incluiu as belas e as úteis, não quer dizer que se queira assim treinar artistas, mas que os alunos aprendam um espectro de competências apropriadas relativas às disciplinas que acompanham um currículo paidéia. O programa aposta muito nas práticas artísticas embora o estudo de obras de excelência seja uma parte importante deste currículo.
Atividades performativas e criativas e o estudo de excelentes obras podem levar a descoberta do mundo de fora para dentro dos indivíduos. Embora as belas artes possam contribuir para o entendimento humano, elas fazem-no em detalhes e acentuações diferentes dos conhecimentos adquiridos através de outras disciplinas do currículo. O objectivo da educação de belas artes num programa paidéia é aprender a conhecer e a fazer música, dança, drama, desenho, pintura, escultura, aproximando-se cada vez mais das artes simbólicas (que está relacionado com as belas artes tradicionais) e o resto aproximando-se das artes úteis e materiais.
De realçar também os seminários de orientação pessoal sobre obras de arte com o objetivo de tomada de consciência que o discernimento através de obras de arte é mesmo possível, podendo chegar ou ser articulado e melhorado ao ser tornado explícito. O que se procura é a total consciência e resposta intelectual; a habilidade de ouvir e ver com discriminação, para que não sejamos cegos e surdos para o que se passa à nossa volta nas artes e nas obras de arte, boas ou más, elas estão por todo o lado.
Adler também promoveu a ideia de que a filosofia deveria ser integrada com a ciência, a literatura e a religião. Em 2000, Adler converteu-se ao Catolicismo Romano e foi batizado.
O filósofo é o criador do conceito de Grande Conversação.

## Obras Publicadas
- Dialectic (1927)
- The Nature of Judicial Proof: An Inquiry into the Logical, Legal, and Empirical Aspects of the Law of Evidence (1931, with Jerome Michael)
- Diagrammatics (1932, com Maude Phelps Hutchins)
- Crime, Law and Social Science (1933, com Jerome Michael)
- Art and Prudence: A Study in Practical Philosophy (1937)
- What Man Has Made of Man: A Study of the Consequences of Platonism and Positivism in Psychology (1937)[2]
- St. Thomas and the Gentiles (1938)
- The Philosophy and Science of Man: A Collection of Texts as a Foundation for Ethics and Politics (1940)
- How to Read a Book: The Art of Getting a Liberal Education (1940), 1966 edition subtitled A Guide to Reading the Great Books, 1972 revised edition with Charles Van Doren, The Classic Guide to Intelligent Reading: ISBN 0-671-21209-5
- A Dialectic of Morals: Towards the Foundations of Political Philosophy (1941)
- «How to Mark a Book». The Saturday Review of Literature. 6 de julho de 1940[3]
- How to Think About War and Peace (1944)
- The Revolution in Education (1944, com Milton Mayer)
- Adler, Mortimer J. (1947).  Heywood, Robert B., ed. The Works of the Mind: The Philosopher. Chicago: University of Chicago Press. OCLC 752682744
- The Idea of Freedom: A Dialectical Examination of the Idea of Freedom, 1, Doubleday, 1958.
- The Capitalist Manifesto (1958, com Louis O. Kelso) ISBN 0-8371-8210-7
- The New Capitalists: A Proposal to Free Economic Growth from the Slavery of Savings (1961, com Louis O. Kelso)
- The Idea of Freedom: A Dialectical Examination of the Controversies about Freedom (1961)
- Great Ideas from the Great Books (1961)
- The Conditions of Philosophy: Its Checkered Past, Its Present Disorder, and Its Future Promise (1965)
- The Difference of Man and the Difference It Makes (1967)
- The Time of Our Lives: The Ethics of Common Sense (1970)
- The Common Sense of Politics (1971)
- The American Testament (1975, com William Gorman)
- Some Questions About Language: A Theory of Human Discourse and Its Objects (1976)
- Philosopher at Large: An Intellectual Autobiography (1977)
- Reforming Education: The Schooling of a People and Their Education Beyond Schooling (1977, editado por Geraldine Van Doren)
- Aristotle for Everybody: Difficult Thought Made Easy (1978) ISBN 0-684-83823-0
- How to Think About God: A Guide for the 20th-Century Pagan (1980) ISBN 0-02-016022-4
- Six Great Ideas: Truth–Goodness–Beauty–Liberty–Equality–Justice (1981) ISBN 0-02-072020-3
- The Angels and Us (1982)
- The Paideia Proposal: An Educational Manifesto (1982) ISBN 0-684-84188-6
- How to Speak / How to Listen (1983) ISBN 0-02-500570-7
- Paideia Problems and Possibilities: A Consideration of Questions Raised by The Paideia Proposal (1983)
- A Vision of the Future: Twelve Ideas for a Better Life and a Better Society (1984) ISBN 0-02-500280-5
- The Paideia Program: An Educational Syllabus (1984, with Members of the Paideia Group) ISBN 0-02-013040-6
- Ten Philosophical Mistakes: Basic Errors In Modern Thought - How they came about, their consequences, and how to avoid them. (1985) ISBN 0-02-500330-5
- A Guidebook to Learning: For a Lifelong Pursuit of Wisdom (1986)
- We Hold These Truths: Understanding the Ideas and Ideals of the Constitution (1987). ISBN 0-02-500370-4
- Reforming Education: The Opening of the American Mind (1988, editado por Geraldine Van Doren)
- Intellect: Mind Over Matter (1990)
- Truth in Religion: The Plurality of Religions and the Unity of Truth (1990) ISBN 0-02-064140-0
- Haves Without Have-Nots: Essays for the 21st Century on Democracy and Socialism (1991) ISBN 0-02-500561-8
- Desires, Right & Wrong: The Ethics of Enough (1991)
- A Second Look in the Rearview Mirror: Further Autobiographical Reflections of a Philosopher At Large (1992)
- The Great Ideas: A Lexicon of Western Thought (1992)
- Natural Theology, Chance, and God (The Great Ideas Today, 1992)
- The Four Dimensions of Philosophy: Metaphysical–Moral–Objective–Categorical (1993)
- Art, the Arts, and the Great Ideas (1994)
- Philosophical Dictionary: 125 Key Terms for the Philosopher's Lexicon, Touchstone, 1995.
- How to Think About The Great Ideas (2000) ISBN 0-8126-9412-0
- How to Prove There is a God (2011) ISBN 978-0-8126-9689-9

### Anthologies, collections and surveys editado por Adler
- Scholasticism and Politics (1940)
- Great Books of the Western World (1952, 52 volumes), 2o. edição 1990, 60 volumes
- A Syntopicon: An Index to The Great Ideas (1952, 2 volumes), 2o. edição 1990
- The Great Ideas Today (1961–77, 17 volumes), com Robert Hutchins, 1978–99, 21 volumes
- The Negro in American History (1969, 3 volumes), com Charles Van Doren
- Gateway to the Great Books (1963, 10 volumes), com Robert Hutchins
- The Annals of America (1968, 21 volumes)
- Propædia: Outline of Knowledge and Guide to The New Encyclopædia Britannica 15th Edition (1974, 30 volumes)
- Great Treasury of Western Thought (1977, com Charles Van Doren) ISBN 0412449900

### Sumário de "Como Ler Livros: O guia clássico para a leitura inteligente"[4]
PARTE 1 - AS DIMENSÕES DA LEITURA
1. A leitura: arte e atividade
Leitura ativa
Os objetivos da leitura: ler para se informar e ler para entender
Leitura é aprendizado: a diferença entre ensino e descoberta
Professores presentes e ausentes

2. Os níveis de leitura

3 . A leitura elementar
Os estágios na alfabetização 
Estágios e níveis
Os níveis superiores de leitura e o ensino médio
A leitura e o ideal democrático da educação

4 . A leitura inspecional
Leitura inspecional I: pré-leitura ou sondagem sistemática
Leitura inspecional II: leitura superficial
A velocidade da leitura
Fixações e retrocessos
A questão da compreensão
Resumo da leitura inspecional

5. A arte da leitura exigente
A essência da leitura ativa: as quatro perguntas básicas
A arte de tomar posse de um livro
Os três tipos de anotação
Formando o hábito da leitura
Muitas regras em um hábito

PARTE 2 - O TERCEIRO NÍVEL DA LEITURA A LEITURA ANALÍTICA
6. A classificação de um livro
A importância da classificação de livros
O que você pode aprender com o título do livro
Livros práticos versus livros teóricos
Tipos de livros teóricos

7. Como radiografar o livro
Tramas e complôs : como expressar a unidade de um livro
Dominando a multiplicidade : a arte de delinear um livro
Ler e escrever: as artes recíprocas
Como descobrir as intenções do autor
O primeiro estágio da leitura analítica

8. Chegando a um acordo com o autor
Palavras versus termos
Como encontrar as palavras -chave
Palavras técnicas e vocabulários especiais
Como encontrar os sentidos

9. Como especificar a mensagem do autor
Frases versus propostas
Como encontrar as frases-chave
Como encontrar as proposições
Como encontrar os argumentos
Como encontrar as soluções
O segundo estágio da leitura analítica

10. Como criticar um livro
O ensinamento é uma virtude
O papel da retórica
A importância de suspender o julgamento
Por que é importante evitar controvérsias
Como resolver discórdias

11. Concordar com o autor ou discordar?
Preconceito e julgamento
Como julgar a solidez de um autor
Como julgar o grau de completude de um autor
O terceiro estágio da leitura analítica

12. Materiais de apoio
O papel da experiência relevante
Outros livros como apoios extrínsecos à leitura
Como usar comentários e resumos
Como usar obras de referência
Como usar o dicionário
Como usar uma enciclopédia

PARTE 3 - COMO LER DIVERSOS ASSUNTOS
13. Como ler livros práticos
Os dois tipos de livros práticos
O papel da persuasão
Qual a consequência de concordar com o autor de um livro prático?

14. Como ler literatura imaginativa
Como não ler literatura imaginativa
Regras gerais para a leitura de literatura imaginativa

15. Sugestões para a leitura de narrativas, peças e poemas
Como ler narrativas
Uma nota sobre os épicos
Como ler peças teatrais
Uma nota sobre a tragédia
Como ler poesia lírica
16. Como ler livros de história
O caráter esquivo dos fatos históricos
Teorias da história
O universal na história
O que perguntar a um livro de história
Como ler biografias e autobiografias
Como ler sobre atualidades
Uma nota sobre os textos resumidos

17. Como ler livros de ciências e de matemática
Para compreender o projeto científico
Sugestões para a leitura de livros científicos clássicos
Como enfrentar o problema da matemática
Como lidar com a matemática nos livros de ciências 
Uma nota sobre divulgação científica

18. Como ler livros de filosofia
As perguntas feitas pelos filósofos
A filosofia moderna e a grande tradição
Sobre o método filosófico
Os estilos filosóficos
Indicações para ler livros de filosofia
Sobre ter opiniões próprias
Uma nota sobre a teologia
Como ler livros “canônicos”
19. Como ler livros de ciências sociais
O que são as ciências sociais?
A aparente facilidade de ler livros de ciências sociais
Dificuldades da leitura de ciências sociais
A leitura de literatura de ciências sociais
PARTE 4 - OS FINS ÚLTIMOS DA LEITURA
20. O quarto nível da leitura: a leitura sintópica
O papel da inspeção na leitura sintópica
Os cinco passos da leitura sintópica
A objetividade necessária
Um exemplo de exercício de leitura sintópica: a ideia de progresso
O sintópico e o modo de usá-lo
Sobre os princípios que servem de base à leitura sintópica
Resumo da leitura sintópica

21. A leitura e o crescimento intelectual
O que os bons livros podem nos proporcionar
A pirâmide dos livros
A vida e o crescimento da inteligência

Apêndice A - Lista de leituras recomendadas

Apêndice B - Exercícios e testes dos quatro níveis de leitura
Introdução
I. Exercícios e testes do primeiro nível de leitura: a leitura elementar
II. Exercícios e testes do segundo nível de leitura: a leitura inspecional
III. Exercícios e testes do terceiro nível de leitura: a leitura analítica
IV Exercícios e testes do quarto nível de leitura: a leitura sintópica